# روکانتیکا
روکانتیکا (به ایتالیایی: Roccantica) یک کومونه در ایتالیا است که در استان ریتی واقع شده‌است. روکانتیکا ۱۶٫۷ کیلومتر مربع مساحت و ۶۰۹ نفر جمعیت دارد و ۴۵۷ متر بالاتر از سطح دریا واقع شده‌است.